# Jean-Paul Besset
Jean-Paul Besset (ur. 17 sierpnia 1946 w Chamalières) – francuski polityk, ekolog, dziennikarz, poseł do Parlamentu Europejskiego VII kadencji.

## Życiorys
Był członkiem komitetu centralnego trockistowskiej Rewolucyjnej Ligi Komunistycznej. Później pracował jako dziennikarz, m.in. szef działu politycznego w „Le Monde”. W okresie premierostwa Laurenta Fabiusa odpowiadał za kontakty z mediami. Później był m.in. rzecznikiem prasowym proekologicznej Fundacji Nicolasa Hulota.
W wyborach w 2009 z listy Europe Écologie uzyskał mandat deputowanego do Parlamentu Europejskiego VII kadencji. Zasiadł w grupie Zielonych – Wolnego Sojuszu Europejskiego, Komisji Transportu i Turystyki oraz Komisji Rybołówstwa.